# Charles Henry Ingersoll
Charles Henry Ingersoll (Municipio de Delta, Míchigan, 29 de octubre de 1865 - West Orange (Nueva Jersey), 21 de septiembre de 1948) fue un empresario estadounidense conocido por fundar junto con su hermano Robert la Ingersoll Watch Company, famosa por haber lanzado el "reloj de un dólar", el primer reloj de bolsillo económico producido en masa.

## Semblanza
Ingersoll nació en 1865 en la localidad de Delta Charter Township (Míchigan). Era hijo de Orville Boudinot Ingersoll y de Mary Elizabeth Beers. Era hermano de Robert Hawley Ingersoll (1859-1928). Se casó con Eleanor Ramsey Bond (1869-1928).
Cofundó la Ingersoll Watch Company en 1892. La empresa se declaró en quiebra en 1921.
Tras el cierre de la empresa relojera se dedicó a la fabricación de plumas estilográficas, y en 1926 convirtió su casa de Montclair (Nueva Jersey) en un hotel.
Murió en 1948 a los 82 años de edad en West Orange (Nueva Jersey). Fue enterrado en el cementerio Monte Hebrón de Upper Montclair (Nueva Jersey).